# Punk revival
Punk revival är en musikstil inom punk. Det är en blandning av 80-talets hardcore och 70-talets punk men tenderar att låta enklare, tyngre, hårdare och snabbare än sina influenser, inte minst för att hardcore muterade till snabb metal på sent 1980-tal då punk revival-band började framträda på den amerikanska undergroundscenen.
I grund och botten var punk revival-banden traditionella, de höll stilarna och soundet levande från band som Sex Pistols, The Stooges, The Jam, The Exploited, Black Flag, Dead Kennedys, Descendents och oräkneliga andra punk- och hardcoreband.
Punk revival slog eventuellt igenom tack vare band som Green Day och The Offspring, vars framgång hjälpte till att överföra det musikaliska kulturarvet till band som Rancid, NOFX, Pennywise och Pansy Division. De riktade också fokus till försummade 80-talsband som Bad Religion och undergroundgenrer som Third Wave of Ska Revival.
Punk revival anses bäst tolkad som amerikansk trallpunk. Politiska texter är dock väldigt ovanliga, men kan förekomma.

## Exempel på punk revival-band
- Green Day
- The Offspring
- NOFX
- Rancid
- Pennywise
- Dropkick Murphys